# Зал Народа (Триполи)
«Зал Народа» — здание в Триполи, Ливия, построенное в конце 1970-х — начале 1980-х годов для административно-политико-представительских целей. Это здание служило местом работы и сессий Всеобщего народного конгресса.Сегодня оно служит местом работы новоизбранного парламента ПНС Ливии.
Зал Народа был сожжен демонстрантами 21 февраля 2011 года, он был повторно сожжен совместно с другими пожарами в Триполи 22 февраля 2011 года.